# Езерско
Езерско (словац. Jezersko) — село и одноимённая община в районе Кежмарок Прешовского края Словакии. В письменных источниках начинает упоминаться с 1611 года.

## География
Село расположено в западной части края, на северных склонах горного массива Спишска-Магура, при автодороге 3108. Абсолютная высота — 725 метров над уровнем моря. Площадь муниципалитета составляет 7,76 км².

## Население
| Год:                | 1994 | 2004     | 2014    | 2024     |
| ------------------- | ---- | -------- | ------- | -------- |
| Количество человек: | 102  | 118      | 111     | 74       |
| Разница:            |      | +15,68 % | −5,93 % | −33,33 % |

По данным последней официальной переписи 2011 года, численность населения Езерско составляла 106 человек.
Национальный состав населения (по данным переписи населения 2011 года):
| Национальность | Численность, человек |
| -------------- | -------------------- |
| словаки        | 101                  |
| поляки         | 2                    |
| не указана     | 5                    |